# نیاهورورو
نیاهورورو (به انگلیسی: Nyahururu) شهری در استان ریفت والی واقع در کشور کنیا است که در سال ۱۹۹۹ میلادی ۲۴٫۷۵۱ نفر جمعیت داشته و جمعیت آن در سال ۲۰۰۵ میلادی به ۳۰٫۵۵۹ نفر رسیده‌است.